# Jimmy Walker (golfista)
James William Walker (nascido em 16 de janeiro de 1979) é um jogador profissional estadunidense de golfe que disputa o PGA Tour. Após disputar 187 torneios do PGA Tour sem vencer, Walker venceu três vezes nos oito primeiros torneios da temporada de 2014. É seis vezes vencedor no PGA Tour e em 2016 conquistou o seu primeiro título importante no PGA Championship.